# ويليام والاس بورنس ماكننيس
ويليام والاس بورنس ماكننيس هو سياسي كندي، ولد في 8 أبريل 1871 في أونتاريو في كندا، وتوفي في 4 أغسطس 1954 في فانكوفر في كندا. نشط حزبياً في الحزب الليبرالي الكندي. وقد انتخب عضو مجلس العموم الكندي.